# Jean Rouch
Jean Rouch (París, 31 de mayo de 1917 - Birni N'Konni, 18 de febrero de 2004) fue un Cineasta, ingeniero y antropólogo francés. Inspirador de Nouvelle Vague, también es conocido como el creador de películas etnográficas notables y de docufiction, uno de los fundadores del Cinema Verité.

## Biografía
Su larga relación con los temas africanos empezó en 1941 después de trabajar como ingeniero civil supervisor de un proyecto de construcción en Níger. Poco después, volvió a Francia para participar en la Resistencia. 
Después de la Segunda Guerra Mundial, trabajó temporalmente como periodista con la Agencia France-Presse antes de regresar a África en donde trabajó como antropólogo influyente y un cineasta a veces polémico. Autor de documental etnográfico desde los años 1950 hasta 1980.
Murió en un accidente de automóvil en febrero de 2004, a unos dieciséis kilómetros de la ciudad de Birnin N'Konni en Níger central.

## Filmografía escogida
- 1947: Au pays des mages noirs
- 1949: Initiation a la danse des possédés
- 1949: La Circoncision
- 1950: Cimetière dans la falaise
- 1951: Bataille sur le grand fleuve
- 1953: Les Fils de l'eau
- 1955: Les Maîtres Fous
- 1955: Jaguar
- 1955: Mammy Water
- 1957: Baby Ghana
- 1958: Moi, un noir
- 1959: La pyramide humaine
- 1960: Chronique d'un été codirigida con Edgar Morin
- 1964: Gare du nord
- 1965: La Chasse au lion à l'arc
- 1966: Sigui année zero
- 1966: Les veuves de 15 ans
- 1967: Sigui: l'enclume de Yougo
- 1968: Sigui 1968: Les danseurs de Tyogou
- 1969: Sigui 1969: La caverne de Bongo
- 1969: Petit à petit
- 1970: Sigui 1970: Les clameurs d'Amani
- 1971: Sigui 1971: La dune d'Idyeli
- 1971: Tourou et Bitti, les tambours d'avant
- 1972: Sigui 1972: Les pagnes de lame
- 1973: Sigui 1973: L'auvent de la circonsion
- 1974: Cocorico M. Poulet
- 1976: Babatu, les trois conseils
- 1977: Ciné-portrait de Margaret Mead
- 1977: Makwayela
- 1979: Bougo, les funérailles du vieil Anaï
- 1984: Dionysos
- 1990: Liberté, égalité, fraternité et puis après
- 2002: Le rêve plus fort que la mort codirigida con Bernard Surugue

## Premios y distinciones
Festival Internacional de Cine de Venecia
| Año  | Categoría        | Película      | Resultado |
| ---- | ---------------- | ------------- | --------- |
| 1972 | Mención de Honor | Le vieil Anaï | Ganador   |